# 행정심판
행정심판(行政審判)은 행정청이 일정한 공법적 결정을 함에 있어서 거치는 모든 준사법적 절차를 말한다. 좁은 의미로 설명하면 행정기관이 재결청이 되는 행정쟁송 절차를 말한다. 일반적인 행정심판은 좁은 의미의 행정심판을 의미한다. 또한, 형식적 의미의 행정심판은 행정심판법의 적용을 받는 행정심판을 말하며 이것도 역시 실질적으로는 좁은 의미의 행정심판을 의미한다.
대한민국 행정심판법 제3조 제1항은 행정청의 모든 처분 또는 부작위를 행정심판의 대상으로 함으로써 개괄주의를 채택하고 있다. 하지만 대통령의 처분 또는 부작위에 대하여는 행정심판의 대상에서 제외하고 있다. (대통령의 처분 또는 부작위는 행정소송의 대상은 된다.)
행정심판의 재결 역시도 심판의 대상은 될 수 없으나 재결에 고유한 위법이 있는 경우에 소송의 대상은 된다.
행정심판청구를 심리·재결하는 권한을 가진 행정기관을 행정심판기관이라 하며, 행정심판기관에는 행정심판위원회가 있다. 행정심판위원회는 국민권익위원회 소속 중앙행정심판위원회, 시도지사 소속 행정심판위원회, 직근 상급행정기관 소속 행정심판위원회, 해당 행정청 소속 행정심판위원회의 4개로 구분할 수 있다.

## 종류
행정심판법 제5조는 행정심판으로서 ① 취소심판, ② 무효등확인심판, ③ 의무이행심판의 세 종류를 규정하고 있다.

### 취소심판
행정청의 위법 또는 부당한 공권력의 행사 등으로 권익을 침해당한 자가 그 취소 또는 변경을 구하는 행정심판.

### 무효등확인심판
행정청의 처분의 효력 유무 또는 존재 여부에 대한 확인을 구하는 심판이다.

### 의무이행심판
당사자의 신청에 대한 행정청의 위법 또는 부당한 거부처분이나 부작위에 대하여 일정한 처분을 하도록 하는 행정심판

## 행정소송과 비교
행정심판과 행정소송은 그 성질, 불복사유, 제기기간, 판단기관 등에서 본질적인 차이점이 있고, 임의적 전치주의는 당사자가 행정심판과 행정소송의 유불리를 스스로 판단하여 행정심판을 거칠지 여부를 선택할 수 있도록 한 취지에 불과하다

## 청구기간
처분이 있은 날은 효력이 발생한 날로 처분은 원칙적으로 상대방에게 도달시 효력이 발생한다. 제3자가 심판을 청구하는 경우에도 기간의 제한은 원칙적으로 처분의 상대방이 제기하는 경우와 같다. 불가항력으로 인하여 기간 내 심판청구를 할 수 없을 때, 사유가 소멸한 날로 14일 이내 제기하면 심판청구를 할 수 있다. 심판청구기간을 고지하지 아니한 경우에는 처분이 있었던 날로부터 180일 이내에 심판청구를 할 수 있다.  행정청이 심판청구기간을 잘못 알린 경우 잘못 알린 기간내 심판청구가 있으면 적법한 제기로 본다. 정당한 사유가 있으면 처분이 있은 날로부터 180일을 경과 하여도 심판을 제기할 수 있다.
심판청구기간은 무효등확인심판과 부작위에 대한 의무이행심판청구에는 적용되지 않는다.

## 행정심판 청구인적격

### 행정심판법 제13조
- 취소심판은 처분의 취소 또는 변경을 구할 법률상 이익이 있는 자가 청구할 수 있다. 처분의 효과가 기간의 경과, 처분의 집행, 그 밖의 사유로 소멸된 뒤에도 그 처분의 취소로 회복되는 법률상 이익이 있는 자의 경우에도 또한 같다.
- 무효등확인심판은 처분의 효력 유무 또는 존재 여부의 확인을 구할 법률상 이익이 있는 자가 청구할 수 있다.
- 의무이행심판은 처분을 신청한 자로서 행정청의 거부처분 또는 부작위에 대하여 일정한 처분을 구할 법률상 이익이 있는 자가 청구할 수 있다.

### 판례
- 청구인적격이 없는 자의 명의로 제기된 행정심판청구에 대하여 행정청이나 재결청에게 행정심판청구인을 청구인적격이 있는 자로 변경할 것을 요구하는 보정을 명할 의무는 없고, 행정심판절차에서 임의적인 청구인의 변경은 원칙적으로 허용되지 않는다.[3]
- 이른바 복효적 행정행위, 특히 제3자효를 수반하는 행정행위에 대한 행정심판청구에 있어서 그 청구를 인용하는 내용의 재결로 인하여 비로소 권리 이익을 침해받게 되는 자, 가령 제3자가 행정심판 청구인인 경우의 행정처분의 상대방은 재결의 당사자가 아니라고 하더라도 재결청을 상대로 그 인용재결의 취소를 구하는 소를 제기할 수 있고, 이 경우 그 행정심판 청구에 참가할 것을 고지받고도 그 심판절차에 참가하지 아니하였다 하여 이와 달리 볼 것은 아니다.[4]
- 행정심판 절차에서 청구인들이 당사자가 아닌 원고 개인(처분을 받은 주식회사의 대표이사)을 선정대표자로 선정한 바 있더라도, 행정심판법 제11조에 의하면 선정대표자는 청구인 중에서 이를 선정하여야 하는 것이므로, 당사자가 아닌 원고개인에 대한 선정행위는 그 효력을 갖는 것은 아니어서 그 선정으로 말미암아 원고 개인이 위 행정심판 절차의 당사자가 되게 되는 것도 아니다. 또 회사의 대표이사라는 이유만으로는 그 회사가 받은 행정처분의 취소를 구할 법률상의 이익이 있다고 할 수는 없다.[5]
- 통상 고시 또는 공고에 의하여 행정처분을 하는 경우에는 그 처분의 상대방이 불특정 다수인이고, 그 처분의 효력이 불특정 다수인에게 일률적으로 적용되는 것이므로, 그 행정처분에 이해관계를 갖는 자는 고시 또는 공고가 있었다는 사실을 현실적으로 알았는지 여부에 관계없이 고시가 효력을 발생하는 날에 행정처분이 있음을 알았다고 보아야 하고, 따라서 그에 대한 취소소송은 그 날로부터 90일 이내에 제기하여야 한다.[6]
- 행정소송법 제20조 제1항 소정의 제소기간 기산점인 ‘처분이 있음을 안 날’이라 함은 당사자가 통지, 공고 기타의 방법에 의하여 당해 처분이 있었다는 사실을 현실적으로 안 날을 의미하는 바 ( 대법원 1991. 6. 28. 선고 90누6521 판결, 1995. 11. 24. 선고 95누11535 판결 등 참조), 특정인에 대한 행정처분을 주소불명 등의 이유로 송달할 수 없어 관보·공보·게시판·일간신문 등에 공고한 경우에는, 공고가 효력을 발생하는 날에 상대방이 그 행정처분이 있음을 알았다고 볼 수는 없고, 상대방이 당해 처분이 있었다는 사실을 현실적으로 안 날에 그 처분이 있음을 알았다고 보아야 할 것이다.[7]
- 행정처분의 직접상대방이 아닌 제3자는 행정처분이 있음을 곧 알 수 없는 처지이므로 행정심판법 제18조 제3항 소정의 심판청구의 제척기간내에 처분이 있음을 알았다는 특별한 사정이 없는 한 그 제척기간의 적용을 배제할 같은 조항 단서 소정의 정당한 사유가 았는 때에 해당한다고 볼 수 있다[8]

## 행정심판 피청구인적격

### 행정심판법 제17조
행정심판은 처분을 한 행정청(의무이행심판의 경우에는 청구인의 신청을 받은 행정청)을 피청구인으로 하여 청구하여야 한다. 다만, 심판청구의 대상과 관계되는 권한이 다른 행정청에 승계된 경우에는 권한을 승계한 행정청을 피청구인으로 하여야 한다.

### 판례
- 국가유공자및월남귀순자특별원호법상 위위원회의 위 법 적용대상자의 심사결정에 관한 행정처분의 취소 또는 무효확인심판에 있어서 국가보훈처 보훈심사위원장은 피청구인 적격이 없다.[9]

## 불비된 사항이나 취지가 불명확한 행정심판청구서 처리방법
- 행정심판법 제19조, 제23조의 규정 취지와 행정심판제도의 목적에 비추어 보면, 행정심판청구는 엄격한 형식을 요하지 않는 서면행위로 해석되므로, 위법·부당한 행정처분으로 인하여 권리나 이익을 침해당한 자로부터 그 처분의 취소나 변경을 구하는 서면이 제출되었을 때에는 그 표제와 제출기관의 여하를 불문하고 이를 행정소송법 제18조 소정의 행정심판청구로 보아야 하며, 심판청구인은 일반적으로 전문적 법률지식을 갖지 못하여 제출된 서면의 취지가 불명확한 경우가 적지 않을 것이나, 이러한 경우 행정청으로서는 그 서면을 가능한 한 제출자에게 이익이 되도록 해석하고 처리하여야 한다.[10]

## 행정심판청구기간
재조사결정을 통지받은 이의신청인 등은 그에 따른 후속 처분의 통지를 받은 후에야 비로소 다음 단계의 쟁송절차에서 불복할 대상과 범위를 구체적으로 특정할 수 있게 되므로 재조사결정에 따른 심사청구기간이나 심판청구기간 또는 행정소송의 제소기간은 이의신청인 등이 후속 처분의 통지를 받은 날부터 기산된다
그러나 실제 주위를 보면 행정심판으로 승소한 경우는 별로 없고 대부분 각하된다.행정심판이란 것이 본디 없는 사람이 면허취소나 과징,과태료 취소 청구가 대부분이다.국가나 행정부 입장에서 국가 수입이 들어오는데 과태료 처분등을 면제시켜줄 이유가 없고 굳이 해준다면 면허취소 정도 몇 건 해줘서 생색내는 정도가 대부분이다.그러니 쓸데없이 행정심판에 기대하지 말고 차라리 해당 공무원의 비위사실을 적발하며 고발하는 것이 훨씬 빠르고 이득이다.행정처분이 있는데 굳이 행정심판위원회를 또 두는 것은 바로 이러한 이유이다.공무원들 일자리도 보전하며 일반국민들한테 구제심판이라는 생색도 낼 수 있기 때문이다.게다가 단순한 사건도 기본이 8개월 정도 소요되고 하루에 몰아서 대부분 처리하는데 정상적으로 업무를 처리하지 않는 다고 보는 것이 상식이다.만일 정상적으로 검토한다면 8개월~1년간 미루다가 하루만에 그만큼을 다 처리한다는 것은 건성으로 날림 처리한다는 것이 상식적으로 예측가능하다.행정처분에 대하여 구제등의 통계를 따로 발표하지 않는 것은 바로 그러한 이유이다.고로 행정심판등에 괜한 기대를 갖는 것은 무모한 짓이며 처음부터 공무원의 처놓은 덪에 걸리지 않거나 돈이 많으면 행심위 관련 전관을 쓰거나 이도저도 아니면 포기하고 속편히 기대하지 않는 것이 바람직하다.

## 같이 보기
- 청원 제도의 개선 등 권익침해와 아무 관련 없는 사안을 제출하는 제도
- 진정 행정청에 대하여 희망 등을 진술하는 사실행위
- 행정소송 고지제도

## 참고 문헌
- 김철용, 행정법 2(김철용)(제5판), 박영사. (ISBN 9788910513230)